# Calyptosuchus
Calyptosuchus (lit. "cocodrilo cubierto") es un género extinto de aetosaurio del triásico tardío que vivió en lo que hoy es América del Norte. Como otros aetosaurios, estaba fuertemente blindado y tenía un hocico parecido al de un cerdo que usaba para arrancar plantas.

## Descripción
Se estimó que Calyptosuchus medía cuatro metros de largo, o posiblemente más, con un ancho máximo de caparazón de casi setenta centímetros. Los osteodermos no se fusionaron por completo. Cada fila de osteodermos correspondía a una vértebra y comprendía cuatro osteodermos dorsales. Dos pequeños osteodermos cuadrados formaron el exterior de la fila (aproximadamente 10 por 10 cm), y dos osteodermos mucho más anchos (aproximadamente 20 por 10 cm) formaron el interior de la fila y cubrieron la mayor parte de la espalda. Cada uno de los osteodermos laterales tiene un saliente elevado hacia el centro en el extremo posterior del osteodermo, y está casi doblado alrededor del costado de la criatura, con un reborde dorsal a lo largo de la espalda que hace contacto con los osteodermos paramedianos (dorsales) y un reborde lateral que corre un poco por el costado. Esto probablemente le habría dado un aspecto bastante cuadrado. Los osteodermos paramedianos también tienen un saliente elevado, llamado eminencia dorsal, en el centro posterior del osteodermo, pero no se doblan de la misma manera. Se conocen osteodermos ventrales, pero no se han conservado en la alineación natural como lo han hecho los osteodermos dorsales y laterales, por lo que no estamos seguros de cómo se organizaron. Parecen haber sido planos y rectangulares.
El único fragmento de cráneo que es ciertamente de Calyptosuchus es un hueso dentario; no se le ha asignado ningún otro hueso craneal con certeza. Solo está presente una parte media del dentario, con un parche desdentado en la parte anterior y nueve alvéolos dentales en la parte posterior. No se conservan dientes salvo algunos fragmentos de raíz. Un maxilar asignado con certeza parcial a Calyptosuchus tiene cinco alvéolos dentales y probablemente entró en contacto con la nariz externa en un punto.
Las vértebras tienen quillas, inusualmente entre los aetosaurios, y la vértebra del axis tiene una concavidad notable en los lados por encima de la cual sobresalen las cigapófisis. La mayoría de estas están rotos. El centro del eje es ligeramente más ancho que alto, pero los de las otras vértebras cervicales son más altos que anchos. Las espinas y arcos neurales están alargados en todas las vértebras a lo largo del tronco y sus centros tienen una cara anterior cóncava y una cara posterior plana. Tienen forma de carrete, típicamente para las vértebras de los aetosaurios. Sus canales neurales son grandes y profundos. Las vértebras sacras son muy robustas y no están fusionadas a diferencia de las de los desmatosuquios. Solo hay dos vértebras sacras. Las vértebras caudales suman al menos diecisiete, con espinas neurales muy altas (más altas que el centro) y costillas caudales poco adheridas. El holotipo tenía las diecisiete de las primeras vértebras caudales articuladas.
Se conocen varias cinturas pélvicas, con acetábulos ventrales y pedúnculos engrosados. Las crestas ilíacas son cortas, pero muy anchas. Las isquiones son cortas y bastante curvas, con áreas engrosadas y rugosidades cerca de los extremos. Gran parte del pubis es delgado, pero el extremo distal se expande hasta que es bastante ancho. El fémur es grácil, o más que Desmatosuchus, y tiene una cresta pronunciada en forma de media luna cerca del extremo proximal. De manera similar, la tibia también es bastante grácil y más corta que el fémur. El extremo distal tiene un surco profundo para la articulación con los huesos del tobillo.

## Clasificación
Calyptosuchus fue nombrado por Long y Ballew (1985) sobre la base de UMMP 13950, un caparazón parcial con columna vertebral y pelvis que había sido descubierto en la Formación Tecovas del oeste de Texas en 1931 por Ermin Cowles Case, quien solo llegó hasta asignar el espécimen a Phytosauria en un artículo de 1932. Aunque las publicaciones de la década de 1990 y principios de la de 2000 trataron al género como un sinónimo más moderno de Stagonolepis, trabajos recientes lo han encontrado genéricamente distinto de Stagonolepis. Esto se debe a que se ha descubierto más material de la misma especie, incluido un hueso dentario, un posible maxilar y otras vértebras del cuello y el tronco. También se han encontrado un fémur, tibia y osteodermos adicionales.